# Zamarada nigericola
Zamarada nigericola là một loài bướm đêm trong họ Geometridae.